# DisplayID
DisplayID ist eine Datenstruktur, mit der ein Computermonitor seine Fähigkeiten beschreibt. DisplayID ist ein VESA-Standard und der Nachfolger von EDID. Die aktuelle Version 1.3 stammt aus dem Jahr 2013 und wird von Microsoft Windows sowie dem Linux-Kernel 3.19 unterstützt.
Am 1. März 2016 wurde die Version 1.4 des Displayport Standard veröffentlicht.